# Bornos
Bornos ist eine südspanische Kleinstadt und eine Gemeinde (municipio) 7.533 Einwohnern (Stand: 2024) im Norden der Provinz Cádiz in der Autonomen Gemeinschaft Andalusien. Bornos gehört zu den „Weißen Dörfern“ Andalusiens.

## Lage und Klima
Die etwa 160 m hoch gelegene Kleinstadt Bornos liegt nordwestlich der Sierra de Grazalema nahe beim gleichnamigen Stausee. Die Provinzhauptstadt Cádiz befindet sich ca. 71 km südwestlich; die Großstadt Sevilla liegt knapp 84 km nördlich. Das sehenswerte Städtchen Arcos de la Frontera ist nur etwa 10 km entfernt. Das Klima ist gemäßigt bis warm; Regen (ca. 680 mm/Jahr) fällt überwiegend im Winterhalbjahr.

## Bevölkerungsentwicklung
| Jahr      | 1857 | 1900 | 1950 | 2000 | 2020 |
| Einwohner | 4895 | 5001 | 7924 | 7897 | 7658 |

Trotz der zunehmenden Mechanisierung der Landwirtschaft, der Aufgabe bäuerlicher Kleinbetriebe und dem daraus entstandenen Mangel an Arbeitsplätzen auf dem Lande ist die Einwohnerzahl der Gemeinde seit den 1950er Jahren vergleichsweise konstant geblieben.

## Wirtschaft
An erster Stelle im Wirtschaftsleben der Gemeinde steht traditionell die ursprünglich zur Selbstversorgung betriebene Landwirtschaft. Auf den Feldern werden Weizen, Gerste, Wein etc. kultiviert; die Hausgärten lieferten Gemüse und später auch Kartoffeln und Tomaten. Seit den 1960er Jahren spielt auch der innerspanische Tourismus eine gewisse Rolle im Wirtschaftsleben der Gemeinde.

## Geschichte
Bereits für die prähistorische Zeit sind menschliche Aktivitäten in der Gegend nachweisbar; sesshaft wurden die Menschen jedoch erst in der Zeit um 3000 v. Chr., was auch mit dem Abbau von Erzen und der Metallgewinnung zusammenhängt. Aus iberisch-römischer Zeit stammt die Siedlung Carissa Aurelia. Im 8. Jahrhundert drangen die Mauren bis weit in den Norden Spaniens vor, von wo sie jedoch schon im 9./10. und 11. Jahrhundert wieder nach Süden abgedrängt wurden (reconquista). Bornos gehörte zum Kalifat von Córdoba (929–1031), welches jedoch im 11. Jahrhundert in mehrere Kleinstaaten (taifas) zerfiel. Im Jahr 1248 eroberte der kastilische König Ferdinand III. die Stadt Sevilla; sein Sohn Alfons X. nahm im Jahr 1262 die Stadt Cádiz ein. Im Jahr 1304 gab Ferdinand IV. die Stadt Bornos an Fernando Pérez Ponce de León; danach folgten noch zahlreiche andere Grundherren (señores).

## Sehenswürdigkeiten

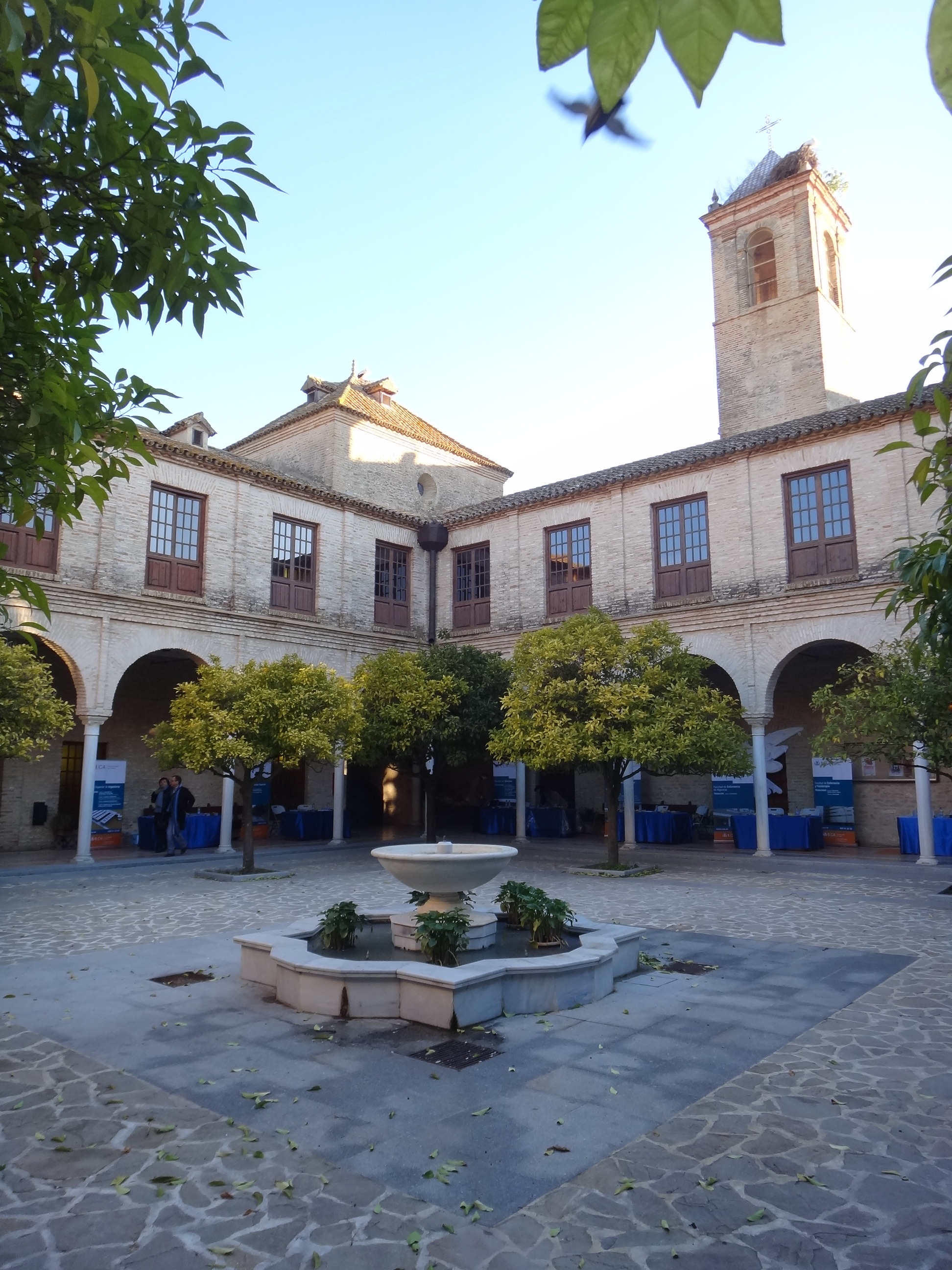
Bornos – Convento del Corpus Chrisi

- Die Iglesia Santo Domingo de Guzman wurde in der Zeit um 1500 erbaut und ist dem hl. Dominikus geweiht; in späterer Zeit wurde sie jedoch modernisiert. Während die Fassade neoklassische Züge aufweist, ist das dreischiffige Innere der Kirche als barock zu bezeichnen. Der Turm wurde erst im Jahr 1792 angebaut. Besonders beeindruckend ist das Altarretabel (retablo) des Mittelschiffs aus dem Jahr 1706 mit seinen gedrehten Säulen im Stil des Churriguerismus.[7]
- Der Palacio de los Enríquez de Ribera entstand im 16. Jahrhundert als Anbau an eine eher kleine maurisch-christliche Festung. Repräsentativster Bauteil ist der doppelgeschossige Innenhof (patio) in der Art eines Kreuzgangs; aber auch die Gärten verdienen Beachtung.[8]
- Im ausgehenden 16. Jahrhundert entstand der Convento del Corpus Christi. Es verfiel jedoch schon im 17./18. Jahrhundert und wurde gegen Ende des 20. Jahrhunderts restauriert.
- Das Colegio de la Sangre wurde im Jahr 1597 fertiggestellt; es diente als Schule und Ausbildungsstätte.

Umgebung
- Ca. 8 km nördlich des Ortes befindet sich die antike Ausgrabungsstätte von Carissa Aurelia.
- Der weitgehend neue Ortsteil Coto de Bornos liegt etwa 7 km nordöstlich der Kleinstadt.